# Peter Biesenkamp
Peter Biesenkamp (* 19. August 1946 in Düsseldorf; † 29. Dezember 2019 ebenda) war ein deutscher Fußballspieler, der in der Fußball-Bundesliga als Aktiver von Fortuna Düsseldorf 72 Spiele bestritt und dabei sechs Tore erzielte.

## Laufbahn

### Vor der Bundesliga, bis 1971
Der 1956 in der Fortuna-Jugend beginnende, danach bei den Fortuna-Amateuren spielende Peter Biesenkamp kam in der Runde 1968/69 unter Trainer Otto Knefler erstmals am 22. Dezember 1968 beim 4:2-Heimsieg gegen VfR Neuß in der Regionalliga West zum Einsatz. Die Fortuna belegte am Rundenende hinter Meister und Aufsteiger Rot-Weiß Oberhausen, Vizemeister Rot-Weiss Essen und dem VfL Bochum den vierten Rang. Am 1. Mai 1969 debütierte der 1,90 m großgewachsene Athlet beim Länderspiel in Hamm gegen Frankreich in der deutschen Fußballnationalmannschaft der Amateure. In der zweiten Spielhälfte wurde er für Stopper Klaus Schmidt vom SV Alsenborn beim 3:3-Remis eingewechselt. Zu Beginn der Saison 1969/70 kam das Düsseldorfer Eigengewächs zu seinem zweiten Einsatz in der Amateurnationalmannschaft. Am 21. September 1969 wurde er für Mittelfeldspieler Rainer Zobel in Vinkovci gegen Jugoslawien eingewechselt. Mit Fortuna belegte der vielseitig einsetzbare Spieler wiederum den vierten Rang im Westen. Als zur Runde 1970/71 mit Heinz Lucas ein neuer Trainer die Fortuna übernahm, holte sich die Mannschaft die Vizemeisterschaft und zog damit in die Bundesliga-Aufstiegsrunde ein. Beim Startspiel am 26. Mai 1971 erzielte Biesenkamp beim 3:1-Heimsieg gegen St. Pauli zwei Tore. In sieben Spielen schoss er drei Treffer und Fortuna setzte sich gegen Borussia Neunkirchen, St. Pauli, 1. FC Nürnberg und Wacker 04 Berlin durch und stieg in die Bundesliga auf. Insgesamt kam Biesenkamp in der Regionalliga West von 1968 bis 1971 auf 48 Spiele mit sieben Toren.

### Bundesliga, 1971 bis 1975
In der Bundesliga gab Biesenkamp in der Saison 1971/72 am 4. September 1971 beim 2:1-Auswärtserfolg beim 1. FC Köln sein Debüt. Er spielte im Mittelfeld und schoss in der 36. Minute die Fortuna zur 1:0-Führung. Der Aufsteiger belegte 1972 den 13. Rang und der „Lange“ hatte in 22 Spielen drei Treffer erzielt. Als im zweiten Bundesligajahr, 1972/73, die Fortuna sich auf den dritten Rang vorgearbeitet hatte, gehörte Biesenkamp zusammen mit Torhüter Wilfried Woyke und den Feldspielern Werner Kriegler, Werner Lungwitz, Fred Hesse, Klaus Budde, Gerd Zewe, Hans Schulz, Reiner Geye und Dieter Herzog mit seinen 29 Einsätzen und drei Treffern der Stammbesetzung der Fortuna an, die sich damit für den UEFA-Cup der Runde 1973/74 qualifizierte. Mit der Einwechslung beim Heimspiel am 7. Juni 1975 gegen FC Bayern München – Endstand 6:5-Sieg für Fortuna – endete die Bundesligalaufbahn des gelernten Groß- und Einzelhandelskaufmannes. Biesenkamp verstärkte wieder die Fortuna-Amateure und feierte als Libero im Jahre 1977 in den zwei Finalspielen am 22./26. Juni gegen den nordbadischen SV Sandhausen den Titelgewinn des Deutschen Amateurmeisters. Hoffnungsvolle Mitspieler waren dabei Hubert Schmitz und Josef Weikl.
Ab April 2014 bekleidete er den Posten des dritten Vorsitzenden beim Düsseldorfer Traditionsverein TuRU Düsseldorf. Biesenkamp sollte sich dort vornehmlich um die Gewinnung neuer Sponsoren kümmern.

## Statistiken
- Bundesliga (72 Spiele/6 Tore)
- Regionalliga (48 Spiele/7 Tore)
- DFB-Pokal (7 Spiele/0 Tore)
- Europapokal (1 Spiel/0 Tore)